# Sowjetisches Ehrenmal Richtenberg
Das Sowjetische Ehrenmal Richtenberg auf dem Marktplatz in Richtenberg stammt von nach 1945 und steht unter Denkmalschutz.

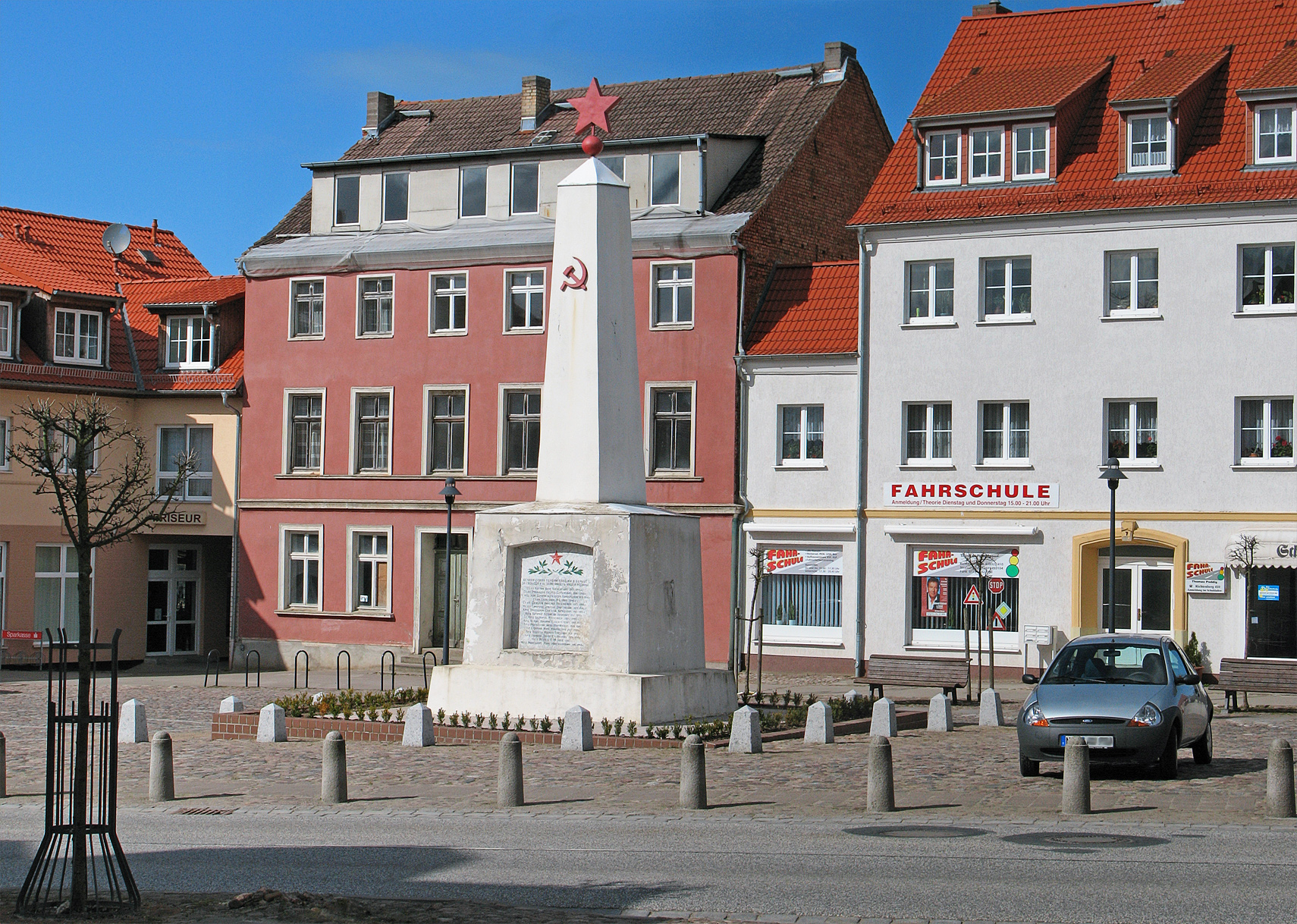
Das Ehrenmal im Jahr 2006

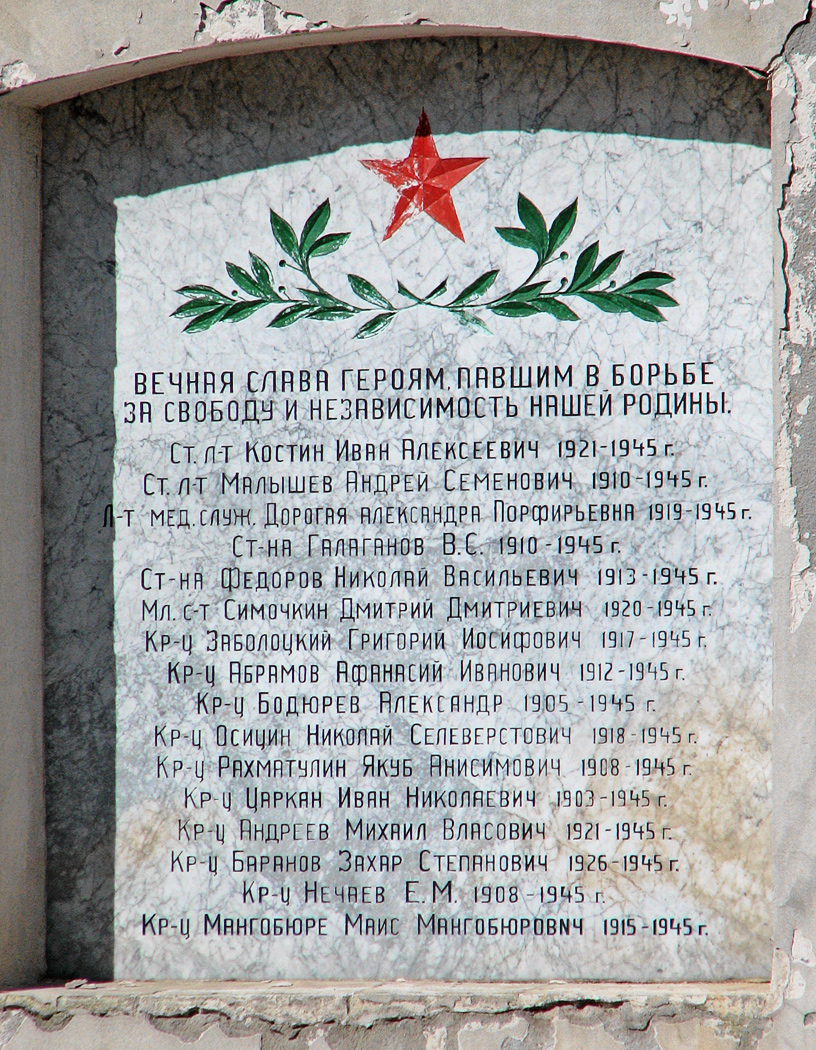
Tafel

## Geschichte
Das Ehrenmal auf dem dreieckigen Marktplatz steht für 16 im Zweiten Weltkrieg im Frühjahr 1945 gefallene bzw. gestorbene Rotarmisten.
Auf der Spitze des weißen Obelisken befindet sich der fünfzackige Rote Stern der Sowjetunion. Am Sockel ist eine Namenstafel für die Soldaten in kyrillischer Schrift angebracht. Straßenseitig ist am Obelisk das Symbol Hammer und Sichel für den Marxismus-Leninismus zu sehen. Die vier Flaggenmasten an den Ecken der Einfriedigung wurden 1991 entfernt.
Trotz der Einwände von Richtenberger Einwohnern mahnt und erinnert das Denkmal und wird in Toleranz hingenommen sowie von Besuchern vielfach fotografiert.